# Marcus Genucius Augurinus
Pour les articles homonymes, voir Genucius Augurinus.
Marcus Genucius Augurinus est un homme politique romain du Ve siècle av. J.-C., consul en 445 av. J.-C.

## Famille
Marcus Genucius est plébéien. Il est membre de la branche des Genucii Augurini de la gens Genucia. Il est peut-être le frère de Titus Genucius Augurinus, consul puis décemvir en 451 av. J.-C Il pourrait être le père d'un Marcus Genucius et le grand-père de Cnaeus Genucius Augurinus, tribun consulaire en 399 et 396 av. J.-C.

## Biographie
En 445 av. J.-C., il est élu consul avec Caius Curtius Philo. Les deux consuls s'opposent aux demandes du tribun de la plèbe Caius Canuleius qui défend un projet de loi autorisant le mariage entre les patriciens et les plébéiens et l'accession de ces derniers au consulat. Le premier projet est finalement adopté, sous le nom de Lex Canuleia, les patriciens espérant que cette concession suffise à apaiser les tensions avec le peuple. Mais les tribuns de la plèbe, excepté Caius Furnius, confortés par cette première victoire, ne renoncent pas à obtenir une des deux places du consulat pour un plébéien,.
Un compromis est trouvé avec l'instauration du tribunat militaire à pouvoir consulaire, une nouvelle magistrature ouverte à tous et qui remplace le consulat. C'est par l'intermédiaire des deux grands sénateurs de la gens des Quinctii, Titus Quinctius Capitolinus Barbatus et Lucius Quinctius Cincinnatus, que l'arrangement est trouvé, alors qu'une autre partie des consulaires, menée par Caius Claudius Sabinus notamment, propose d'armer les consuls contre le peuple.

### Auteurs antiques
- Tite-Live, Histoire romaine, Livre IV, 1-6 sur le site de l'Université de Louvain

### Auteurs modernes
- (en) T. Robert S. Broughton, The Magistrates of the Roman Republic : Volume I, 509 B.C. - 100 B.C., New York, The American Philological Association, coll. « Philological Monographs, number XV, volume I », 1951, 578 p.
- (fr) Janine Cels-Saint-Hilaire, La République des tribus : Du droit de vote et de ses enjeux aux débuts de la République romaine (495-300 av. J.-C.), Toulouse, Presses universitaires du Mirail, coll. « Tempus », 1995, 381 p. (ISBN 2-85816-262-X, lire en ligne)